# Тересвянська долина
Тересвя́нська доли́на — лісовий заказник місцевого значення в Україні. Розташований на території Тячівського району Закарпатської області. Частина заказника розташована на північний захід від села Біловарці, інша частина розташована на схід від села Крива, ще три частини — на північ від села Грушово.
Площа 192,9 га. Статус присвоєно згідно з рішенням Закарпатської обласної ради від 13.12.2018 року № 1348. Перебуває у віданні ДП «Тячівське лісове господарство» (Тернівське лісництво, кв. 32, вид. 8, 9; кв. 33, вид. 2, 3, 12, 13; кв. 34, вид. 12; кв. 35, вид. 9, 10, 11, 16, 17; кв. 83, вид. 7, 8; кв. 84, вид. 3, 5, 6, 7, 8).
Статус присвоєно для збереження і відтворення дубових лісів, що зростають у басейні річки Тересва.